# Lepadella cryphaea
Lepadella cryphaea is een raderdiertjessoort uit de familie Lepadellidae. De wetenschappelijke naam van deze soort is voor het eerst geldig gepubliceerd in 1916 door Harring.